# Guillaume Blossier
Pour les articles homonymes, voir Blossier.

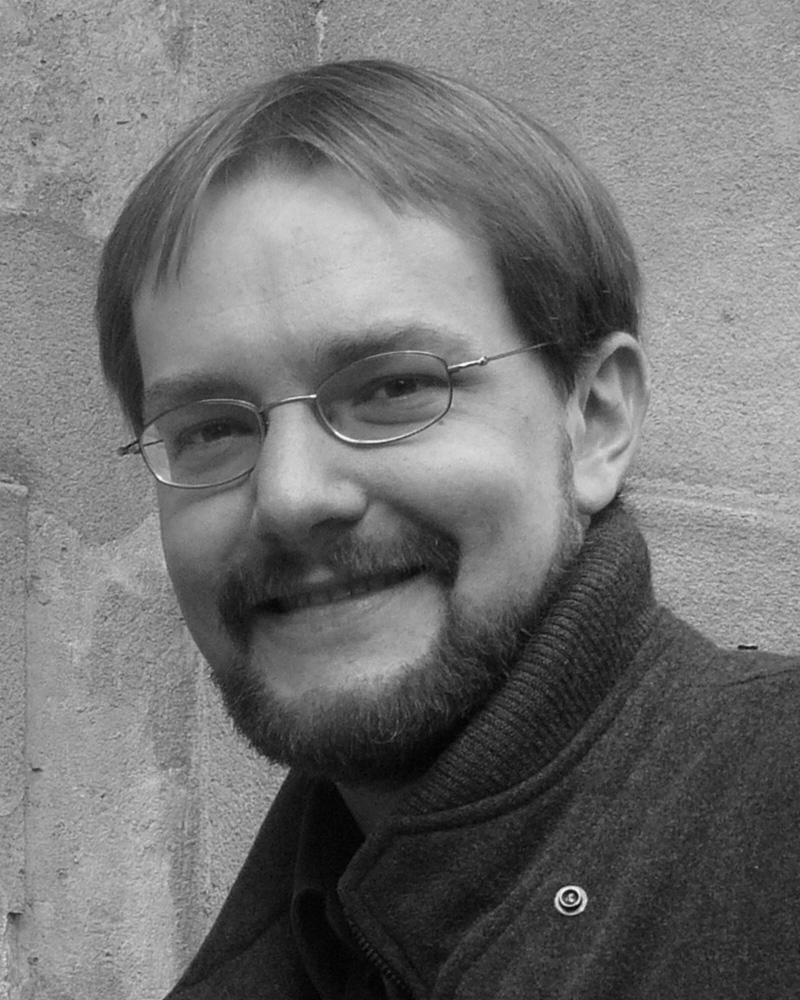

Guillaume Blossier est un auteur français de jeux de société, un concepteur de chasses au trésor et un game designer de jeu vidéo,. Il a co-fondé en 2010 Pulsar Games puis a créé en 2013 le Labo Ludik et a participé en 2016 à la conception du jeu vidéo Rabbids Heroes (sur la licence des Lapins Crétins) pour Ubisoft.
Ses créations vont des petits jeux d'ambiance (Sky my husband, Tchin Tchin, Megamix, SpeedoDingo...) aux gros jeux de courses futuristes (Asteroyds, Rush'n'Crush...) en passant par les jeux d'aventure grand public (The Adventurers, Red Hot Silly Dragon...) et les jeux de licences (Scooby-Doo, Kid Paddle...). Il a aussi réalisé des chasses au trésor sur mesure pour des lieux réceptifs (Domaine du Manet, Manoir de Gressy, Château du Buisson-Garembourg...) et le jeu de piste estival du Louvre (Secret d'Arcadie) au Jardin des Tuileries ainsi que le parcours ludique du Muséum National d'Histoire Naturelle (L'affaire du manuscrit codé) au Jardin des Plantes et des pochettes ludiques à destination des enfants (chasses au trésor, énigmes...).
En plus de diverses sélections et distinctions internationales (Most Innovative Game/Best Family Game) pour "The Adventurers" (jeu co-créé avec Frédéric Henry en 2010), son jeu de combat "Ultimate Warriorz" (édité par les XII Singes sous le nom de Mad Arena en 2008 et ré-édité par Pulsar en 2011 puis par Matagot en 2015) a fait partie du Top 100 Games of all time du site américain Dice Tower en 2015 et 2016.

## Ludographie

### Seul auteur
- Tchin Tchin, 2006, Cocktailgames
- Scooby-Doo, 2007, Editions Atlas
- Kid Paddle: Blorks Attack, 2008, Editions Atlas
- Mad Arena, 2008, XII Singes
- Ultimate Warriorz: Tribal Rumble, 2011, Pulsar Games
- Rimes Mystères, 2014, Labo Ludik
- Les quatre clés du trésor de Gressy, 2014, Interlude
- La chasse au trésor du Domaine du Manet, 2014, Labo Ludik & Interlude
- Ultimate Warriorz, 2015, Matagot Editions
- Tchin Tchin, Nouvelle édition, 2017, Cocktailgames
- Chasse au trésor, Collection Mes Créations, 2018, Editions Gründ
- SpeedoDingo, 2019, Aritma/Cocktailgames
- La Malle Mystérieuse de Buisson-Garembourg, 2019, L'équipe ludique
- Mein Geburtstags-Set: Spannende Schatzsuche, 2020, Arena Verlag
- L'affaire du manuscrit codé, MNHN/Jardin des Plantes, 2021, L'équipe ludique
- Secret d'Arcadie, Louvre/Jardin des Tuileries, 2021, L'équipe ludique
- Secret d'Arcadie 2, Louvre/Jardin des Tuileries, 2022, L'équipe ludique

### Avec Frédéric Henry
- Red Hot Silly Dragon, 2005, Tilsit Editions
- Le Seigneur du ring, 2005, Jeux sur un plateau (encart)
- Megamix, 2006, Tilsit Editions
- Rush n'Crush, 2009, Rackham
- Asteroyds, 2010, Ystari
- The Adventurers: The Temple of Chac, 2010, Fantasy Flight Games/Dust/Edge
- The Adventurers: The Pyramid of Horus, 2011, Fantasy Flight Games/Dust/Edge
- Crazy Mix, 2011, Asmodee/Hazgaard Editions
- Wordz, 2012, Bombyx
- Les énigmes de la poule blanche, 2013, Labo Ludik
- Cardline Animaux, 2022, Monolith

### AvecJean-Loup Chiflet
- Sky my husband !, 2004, Cocktailgames

### AvecOlivier Fagnère
- La chasse au trésor de Barbe Blanche, 2013, Labo Ludik
- La chasse aux bonbons d'Halloween, 2013, Labo Ludik
- La course aux bonbons, 2013, Labo Ludik
- Les lutins de Noël, 2013, Labo Ludik

### AvecRégis Bonnessée
- Himalaya 5 & 6, 2006, Tilsit Editions